# 第一霍門科韋
49°40′13″N 38°41′20″E / 49.67028°N 38.68889°E
第一霍門科韋（烏克蘭語：Хоменкове Перше）是位於烏克蘭東部的村莊，由盧甘斯克州斯瓦托韋區的比洛庫拉基內市鎮負責管轄。該村處於比拉河畔，始建於十八世紀，面積2.88平方公里，海拔高度100米，2001年人口249。